# Финк, Эдвард Майкл
Эдвард Майкл Финк (англ. Edward Michael Fincke; род. 14 марта 1967, Питтсбург, Пенсильвания) — американский астронавт и инженер космических систем.

## Образование и карьера
После окончания Массачусетского технологического института в 1989 году учился космонавтике по программе обмена в Московском авиационном институте.
После окончания Стэнфордского университета в 1990 году Финк поступил в Военно-воздушные силы США, работал инженером космических систем и инженером космических испытаний. В 1994 году окончил школу лётчиков-испытателей. В 1996 году был выбран НАСА в качестве астронавта.
Помимо космических миссий НАСА, Финк участвовал в миссии НАСА по операциям в экстремальной окружающей среде (NEEMO 2), живя и работая под водой в течение 7 дней в мае 2002 года, и был в команде CAVES 2012, исследовавшей пещеры шесть дней.

## Полёты в космос
Финк провёл в космосе больше шести месяцев в качестве научного специалиста долгосрочной экспедиции МКС-9. Был командиром экспедиции МКС-18, которая стартовала 12 октября 2008 года на корабле Союз ТМА-13.
В ходе предпоследнего полёта шаттла (STS-134) 27 мая 2011 Майкл Финк превзошел рекорд суммарной продолжительности космических полётов для американских астронавтов. До этого дня рекорд удерживала Пегги Уитсон — 376 суток 17 часов.
В общей сложности, за три космических полёта Майкл Финк провёл 381 суток 15 часов 10 минут (9159 часов 10 минут) в космосе. На 1 июня 2011 года это время является рекордным для американских астронавтов.
Во время космических полётов, Майкл Финк совершил девять выходов в открытый космос, общей продолжительностью 48 часов 37 минут. Из девяти выходов он совершил шесть выходов по российской программе, в российских скафандрах, и три выхода по американской программе.
В январе 2019 НАСА объявило о планах участия Майкла Финка в пилотируемом полёте CST-100 Starliner.

## Награды
- Медаль «За заслуги в освоении космоса» (12 апреля 2011 года) — за большой вклад в развитие международного сотрудничества в области пилотируемой космонавтики[4]

## Фильмография
- Звёздный путь: Энтерпрайз (2005), последняя серия, в роли инженера, вместе с коллегой Терри Вёртсом.
- The Wiggles: It's Time to Wake Up Jeff! (2006), показ космического скафандра.
- Артур (анимационный сериал) (2010), озвучивание эпизода.
- Отчёт Колберта (телесериал), 2010.
- Man on a Mission: Richard Garriott's Road to the Stars (2010), документальный фильм о Ричарде Гэрриоте, летавшем вместе с Финком.
- America's Astronauts: Mercury to Apollo to Today (2005).
- Extreme (документальный сериал), 2009.

## Личные данные
Увлечения: походы, полёты, путешествия, геология, астрономия, чтение, изучение языков. Имеет навыки разговорного русского и японского. Женат. Трое детей. Радиолюбитель с позывным KE5AIT.